# Herbert Hoover
Herbert Clark Hoover (10. srpna 1874 – 20. října 1964) byl americký politik a 31. prezident USA v letech 1929–1933.
Byl to syn kvakerů, přistěhovalců z Německa a Švýcarska. Jeho rodiče zemřeli, když byl Herbert ještě mladý – otec Jesse v roce 1880 a matka Hulda Minthorn o tři roky později. Původní rodinné příjmení neznělo Hoover, nýbrž Huber. Jako ministr obchodu USA garantoval spolu s prezidentem Masarykem první mezinárodní světový kongres o vědeckém řízení, konaný v Pantheonu Národního muzea v Praze v červenci 1924 (1. PIMCO – First Prague International Management Congress).
Byl prvním americkým prezidentem, který se narodil západně od řeky Mississippi.
Za jeho vlády vypukla Velká hospodářská krize.

## Vláda Herberta Hoovera
| Úřad                  | Osoba               | Období    |
| --------------------- | ------------------- | --------- |
| Prezident             | Herbert Hoover      | 1929–1933 |
| Viceprezident         | Charles Curtis      | 1929–1933 |
| Ministr zahraničí     | Henry L. Stimson    | 1929–1933 |
| Ministr financí       | Andrew Mellon       | 1929–1932 |
| Ministr financí       | Ogden L. Mills      | 1932–1933 |
| Ministr války         | James W. Good       | 1929      |
| Ministr války         | Patrick J. Hurley   | 1929–1933 |
| Ministr spravedlnosti | William D. Mitchell | 1929–1933 |
| Ministr pošt          | Walter F. Brown     | 1929–1933 |
| Ministr námořnictva   | Charles F. Adams    | 1929–1933 |
| Ministr vnitra        | Ray L. Wilbur       | 1929–1933 |
| Ministr zemědělství   | Arthur M. Hyde      | 1929–1933 |
| Ministr obchodu       | Robert P. Lamont    | 1929–1932 |
| Ministr obchodu       | Roy D. Chapin       | 1932–1933 |
| Ministr práce         | James J. Davis      | 1929–1930 |
| Ministr práce         | William N. Doak     | 1930–1933 |